# Tmesisternus subvenatus
Tmesisternus subvenatus là một loài bọ cánh cứng trong họ Cerambycidae.